# Ipojuca Pontes
Ipojuca Pontes (João Pessoa, 10 de setembro de 1942) é um cineasta, escritor, jornalista, autor e produtor teatral e ex-crítico de cinema. Filho do militar João Pontes Barbosa e  da enfermeira Laís Holanda Pontes, mãe de dez filhos, nasceu em João Pessoa, Paraíba, e ao longo de sua carreira conquistou mais de trinta prêmios nacionais e internacionais. Em festivais cinematográficos como os de Tessalônica - Grêcia, Bengalore - Ìndia, Berlim - Alemanha, Bilbao - Espanha e nos festivais Cidade de São Paulo, Brasília, Gramado, Cabo Frio e Lajes, sendo que um dos seus filmes, Canudos foi selecionado oficialmente para o Festival de Cannes em 1978.

## Biografia
Iniciou no jornalismo nos anos 1960, como colunista dos jornais "Correio da Paraíba" , " A União" em João Pessoa; "jornal do Comércio" em Recife; "Díario Carioca", "Tribuna da Imprensa" e "Câmera e Ação" no Rio de Janeiro; "Jornal da Tarde" e " O Estado de São Paulo". E em vários sites da mídia eletrônica. entre eles "Mídia Sem Máscara", "Uchoinfo" e "Diário do Poder" conforme informações contidas na própria Wikipédia e CPDOC da FGV.
O cineasta foi secretário Nacional da Cultura no governo Fernando Collor de Mello em 1990, época em que assinou o decreto de extinção da Embrafilme (Empresa Brasileira de Filmes S.A.). Foi também Adido Cultural e Diretor do Centro de Estudos Brasileiros em Buenos Aires, entre os anos de 1991/1992, fonte contida no Diário Oficial do Governo Federal, CPDOC da FGV e reportagem do Jornal do Brasil, Junho de 1991.
Em 2003 lançou o livro de ensaios "Politicamente Corretíssimos" pela Editora Topbooks com prefácio de Olavo de Carvalho, conforme exposto no acervo da referida Editora.
Em 2006 lançou o livro "A Era Lula" pela Editora A Girafa com prefácio de José Nêwmanne Pinto. No livro, o autor mostra como previu acontecimentos opostos aos proclamados pelas falas do ex-presidente, com destaque para a inconsistência de um discurso pautado pelo moralismo e promessas bombásticas.
Foi casado durante 17 anos com a atriz Tereza Rachel e com ela reformou o Teatro que leva o nome da atriz, transformando-o na segunda casa de espetáculos mais frequentada do RJ, o célebre "Terezão" segundo pesquisa de "O Globo" de 1984. Juntos produziram peças teatrais e filmes que conquistaram vários prêmios, conforme publicação do livro "Bastidores" de Simon Khoury de 2019.
Debatedor do programa jornalístico Sem Censura na TV-Educativa, com Lúcia Leme entre 1987/1989.

## Obras
Escreveu ainda:
- Brasil Filmes Ltda. Editora CODECRI  Pasquim, RJ , 1983
- “Pedro Mico", roteiro, Editora Rocco, RJ, 1985
- Cinema Cativo, EMW Editora, S.Paulo, 1987
- Cultura e Desenvolvimento, Minc Brasília,1990
- Politicamente Corretíssimos, Editora Topbooks, RJ, 2003
- A Era Lula, Editora A Girafa, S. Paulo, 2006
- A Manha do Barão, Editora A Girafa, S. Paulo, 2008

## Filmografia

### Cinema
- Mientras la tierra Arde, 1963 (produção executiva)
- Adaptação da A Compadecida baseada na peça de Ariano Suassuna,1966
- A Cabra na Região semi-árida,1967 ( roteiro)
- O Valente Vilela ,1968
- Documentário "Os homens do caranguejo", 1968

- Poética Popular, 1970
- Tirofijo, 1971, (produção executiva)
- Um Edifício Chamado 200, 1972 (roteiro )
- O Varão de Ipanema, 1973
- Cidades Históricas, 1974
- Rendeiras do Nordeste, 1975
- Canudos, 1976
- Portrait of Vaquero, 1976
- A volta do filho pródigo, 1979 (longa-metragem)
- Pedro Mico, 1985 ( longa-metragem)
- A Face Oculta da Amazônia , roteiro para série de TV, 2009.

### Filmes para Teatro
- Brasileiro, Profissão Esperança”, com Ítalo Rossi e Maria Bethania, 1969.
- A Divina Elizeth, com Elizeth Cardoso e Baden Powel, 1971.
- Brasil & Cia, com Paulo Autran, 1974.

## Teatro ( produção/ executiva)
- Um Edifício Chamado 200, 1971, produção executiva
- O Homem de La Mancha, 1972, Produtor
- Os Emigrados, 1978 (direção - Prêmio molière de melhor ator)
- Um Bonde Chamado Desejo,1985, produção executiva
- Encontro no Supermercado, 1996, co-produção e ultima atuação em teatro de Tereza Rachel